# Michihiro Tsuruta
Michihiro Tsuruta (født 4. januar 1968) er en tidligere japansk fodboldspiller.
Han har spillet for flere forskellige klubber i sin karriere, herunder Nagoya Grampus Eight og Ventforet Kofu.